# Жіноча збірна Словаччини з хокею із шайбою
Жіноча збірна Словаччини з хокею із шайбою (словац. Slovenské národné ženské hokejové družstvo) — національна команда Словаччини, що представляє країну на міжнародних змаганнях з хокею із шайбою. Командою опікується Словацький союз льодового хокею. Хокеєм у країні займається 511 жінок.

## Олімпійський рекорд
У відбірному матчі до Зимової Олімпіади 2010 року збірна Словаччини перемогла збірну Болгарії 82:0. Словаччина закидала в середньому один гол кожні 44 секунди. Янка Кулікова закинула 10 шайб, в той час як Мартіна Велічкова закинула дев'ять. Матч увійшов до Книги рекордів Гіннеса за найбільшу кількість шайб у хокейному матчі.
На Олімпійських іграх вони також зазнали найбільшої поразки в історії від збірної Канади 0:18. Зрештою на тій Олімпіаді словачки посіли останнє 8 місце.

## Результати

### Виступи на чемпіонатах Європи
- 1995 – 10 місце
- 1996 – 10 місце

### Виступи на чемпіонатах світу
- 1999 – 7 місце (Група В)
- 2000 – 2 місце (Група В)
- 2001 – 1 місце (Дивізіон ІВ)
- 2003 – 2 місце (Дивізіон ІІ)
- 2004 – 3 місце (Дивізіон ІІ)
- 2005 – 3 місце (Дивізіон ІІ)
- 2007 – 1 місце (Дивізіон ІІ)
- 2008 – 2 місце (Дивізіон І)
- 2009 – 1 місце (Дивізіон І)
- 2011 – 7 місце
- 2012 – 8 місце
- 2013 – 3 місце (Дивізіон І, Група А)
- 2014 – 6 місце (Дивізіон І, Група А)
- 2015 – 1 місце (Дивізіон І, Група В)
- 2016 – 6 місце (Дивізіон І, Група А)
- 2017 – 1 місце (Дивізіон І, Група В)
- 2018 – 6 місце (Дивізіон ІА)
- 2019 – 5 місце (Дивізіон ІА)
- 2022 – 3 місце (Дивізіон ІА)
- 2023 – 6 місце (Дивізіон ІА)
- 2024 – 1 місце (Дивізіон ІВ)
- 2025 – 3 місце (Дивізіон ІА)